# Mary MacLaren
Mary MacLaren (ur. 19 stycznia 1896, zm. 9 listopada 1985) – amerykańska aktorka epoki filmu niemego.
Urodziła się jako Mary MacDonald w Pittsburghu. Jako aktorka debiutowała na deskach teatrów w Nowym Jorku. W 1916 roku zadebiutowała jako aktorka filmowa w filmie Shoes. W latach 1916–1949 wystąpiła łącznie w 136 filmach. Prywatnie interesowała się sportem - uprawiała surfing i grała w tenisa. Była siostrą aktorki Katherine MacDonald. 
Zmarła w Hollywood w wieku 89 lat.

## Filmografia wybrana
- Shoes (1916)
- Where Are My Children? (1916)
- The Unpainted Woman (1919)
- The Petal on the Current (1919)
- Bonnie Bonnie Lassie (1919)
- Trzej muszkieterowie (The Three Musketeers) (1921)
- Across the Continent (1922)
- The Face in the Fog (1922)
- Under the Red Robe (1923)
- On the Banks of the Wabash (1923)
- The Uninvited Guest (1924)
- Westward Ho (1935)
- The New Frontier (1935)
- King of the Pecos (1936)
- What Becomes of the Children? (1936)
- Prairie Pioneers (1941)